# Renate Polzer
Renate Polzer  (* 2. April 1947 in Bruck an der Mur, Steiermark, als Renate Sölkner) ist eine österreichische bildende Künstlerin und Kulturorganisatorin.

## Leben
Nach der Matura in Bruck an der Mur studierte Renate Polzer Kunstgeschichte an der Karl-Franzens-Universität Graz und schloss das Studium 1998 mit dem Titel Mag. phil. ab. 1999 erschien ihre Diplomarbeit über den deutschen Maler und Bildhauer Horst Reichle als Buch in der Biberacher Verlagsdruckerei. Sie absolvierte die Internationale Sommerakademie für Bildende Kunst Salzburg bei Gunter Damisch, und die Europäische Akademie für Bildende Kunst in Trier  bei Maria Elisabeth Prigge. 2005 übersiedelte sie von der Südsteiermark nach Wien.

## Werk
Seit 1989 nimmt Renate Polzer an nationalen und internationalen Ausstellungen und Symposien teil und organisierte selbst mehrere internationale Maler- und Bildhauersymposien in Österreich. Sie war 8 Jahre als künstlerische Beirätin in der Initiative KAEL (Kultur in Leibnitz) tätig und für die Galerie Transparent verantwortlich. Von 1997 bis 2004 gestaltete sie im Rahmen des Künstlersymposiums „Panoramagalerie Sulmtal-Königsberg“ mehrere Bildhauerarbeiten in Aflenzer Kalkstein, Serpentin, Marmor und Linde für den Skulpturenweg Römerstraße. 2004 organisierte sie im Rahmen der Steirischen Landesausstellung „Die Römer“ das Projekt „Via Lapis“ mit Beteiligung von Bildhauern aus der Südsteiermark und Slowenien.
Seit 1999 ist Renate Polzer Mitglied der Sezession Graz, seit 2015 auch deren Vizepräsidentin. Sie ist Mitglied von XYLON Österreich und Sektionsleiterin der Bildhauer sowie zuständig für Öffentlichkeitsarbeit und Kommunikation der Berufsvereinigung der Bildenden Künstler Österreichs. Ihre Werke wurden in Deutschland, Kroatien, Slowenien, Italien, Frankreich, Spanien, Tschechien, Polen, Japan, Korea und auf den Seychellen und Kuba ausgestellt.
Polzers Werk umfasst Gemälde, Kollagen, Frottagen, Druckgrafik sowie Bildhauerarbeiten in Holz und Stein. „Renate Polzers Arbeiten, farbstark mit oft schwungvollen, großzügigen Formen, ziehen sofort den Blick auf sich. Da sieht man Fische, Boote, Körper, packende Kompositionen - aber da ist immer noch mehr: Polzers Bilder regen den Betrachter an, sich genauer mit ihnen zu beschäftigen, sich auf sie einzulassen und mehr und mehr darin zu entdecken. Gekonnt mischt sie verschiedene Techniken, so nimmt sie z.B. auch auf ihren Reisen Frottagen von Reliefs, Gedenksteinen oder Skulpturen und verwendet sie als Hintergrund für neue Werke. Auch wenn auf den ersten Blick oft geometrische Figuren im Vordergrund stehen, finden wir doch immer organische Formen und auch organische Materialien, so zum Beispiel Haar, das sie in Ihre Bilder einarbeitet.“ (Gabriela Koschatzky-Elias über Renate Polzer anlässlich der Laudatio zur Verleihung des Goldenen Ehrenzeichens im Jahr 2020).

## Auszeichnungen
- 2002 Kunstpreis für Grafik der Stadt Bruck a. d. Mur[4]
- 2020 Goldenes Ehrenzeichen für Verdienste um die Republik Österreich[5][6]